# Tipula cinerella
Tipula cinerella är en tvåvingeart som beskrevs av Pierre 1919. Tipula cinerella ingår i släktet Tipula och familjen storharkrankar. Inga underarter finns listade i Catalogue of Life.